# Château de Batavia

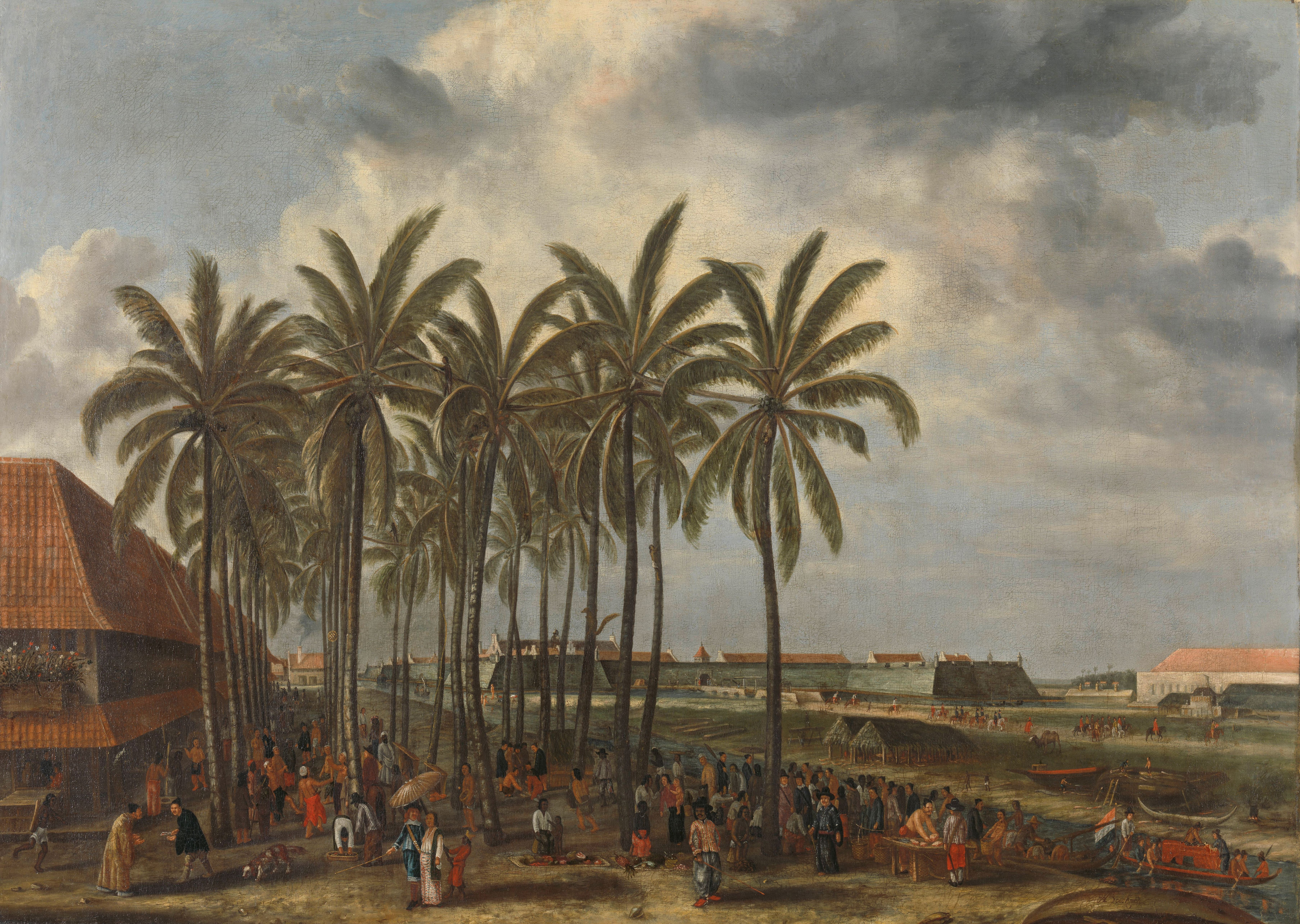
Château de Batavia vu par Andries Beeckman (vers 1661)

Le château de Batavia (Kasteel Batavia en néerlandais) était un fort situé à l'embouchure du fleuve Ciliwung à Jakarta, capitale de l'actuelle Indonésie. Il s'agissait du centre administratif de la Compagnie néerlandaise des Indes orientales en Asie. Il était aussi la résidence du gouverneur-général de la VOC qui siégeait au Conseil des Indes, le comité exécutif chargé des Indes orientales.

## Histoire
Pieter Both, premier gouverneur général des Indes néerlandaises élu, commanda au capitaine Jacques L'Hermite d'acquérir une terrain d'environ 8 000 m2 sur les terres du prince Jayawikarta, seigneur de Jayakarta pour établir un poste de commerce. Il fut acheté pour une somme importante (1 200 real).
Des bâtiments utilitaires y furent construits. Le gouverneur-général Jan Pieterszoon Coen fortifia l'ensemble avec un mur d'enceinte en pierre équipé de canons. Cet ensemble fut nommé Fort Jacatra. C'est en 1620 que commence la construction du château de Batavia à l'est de Fort Jacatra. La construction du bâtiment prit beaucoup de temps à cause du manque de matériaux. Les matériaux furent réclamés de manière répétée par le gouverneur-général et le Conseil dans une liste appelée Eijis qui fut envoyée aux Pays-Bas. Petit à petit, Fort Jacatra fut enserré dans le château de Batavia jusqu'à sa démolition complète entre 1627 et 1632.
Au XVIIIe siècle, le château de Batavia décline en raison de maladies notamment dues à la mauvaise qualité de l'eau. Son démantèlement complet est engagé en 1809 par le gouverneur Herman Willem Daendels qui décide de déplacer le centre administratif au sud, dans le district de Weltevreden.

## Structure

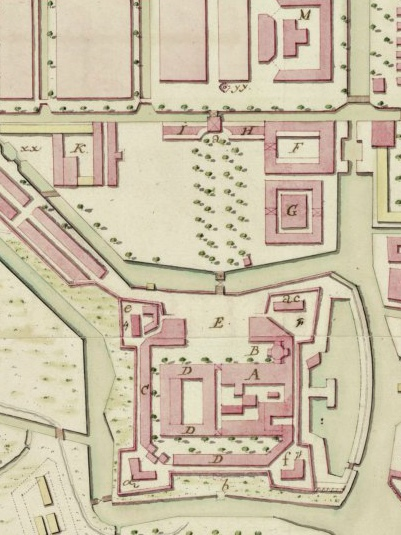
Plan du château de Batavia en 1762

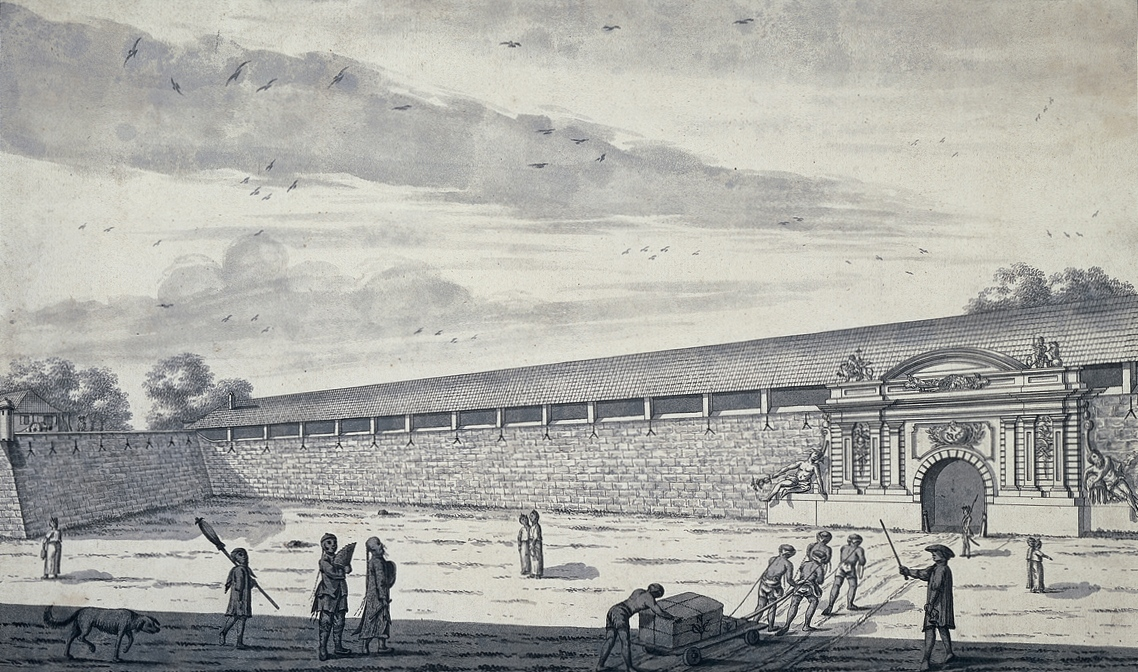
Porte nord vue par Johannes Rach (1767)

Le château de Batavia était de forme carrée. À chaque coin se trouvait un bastion nommé d'après une pierre précieuse : « Perle » au nord-ouest, « Diamant » au sud-ouest, « Saphir » au nord-est et « Rubis » au sud-est.
L'intérieur du château se composait de bâtiments administratifs et d'une série de cours. À la fin du XVIIe siècle, le château était protégé par quinze canons et de cinq à six compagnies de soldats.
Les portes principales étaient situées au nord et au sud. Au nord, la porte vers la mer (waterpoort) est décorée dans le style néo-classique et porte l'inscription anno 1630. Les ornements ont été importés des Pays-Bas. Au sud, la porte vers les terres (landpoort), bien que construite avant celle vers la mer, n'a reçu son décor néo-classique que plusieurs années plus tard.